# AS 1 – Abenteuer im Weltraum
AS 1 – Abenteuer im Weltraum war ein Nachdruck des britischen Zeitungsstrips Ace O'Hara aus der Zeitung Daily Dispatch, die von Januar bis Mai 1968 im Walter Lehning Verlag in 17 Ausgaben im Piccolo-Format erschien.

## Geschichte
Mit AS 1 versuchte der Lehning-Verlag zusammen mit den Reihen Hondo, Held im Wilden Westen und Falk. Ritter ohne Furcht und Tadel, das Piccolo-Format wieder zu popularisieren. Mit dem Konkurs des Verlages wurde die Reihe nach fünf Monaten eingestellt, sie brach mitten in einer Geschichte ab, die fertiggestellte 18. Ausgabe wurde nicht mehr veröffentlicht.
Die ersten 17 Ausgaben wurden 1995 als Nachdrucke erneut veröffentlicht.
2010 wurde die bisher nicht erschienene 18. Ausgabe sowie 7 weitere bis dahin unveröffentlichte Abenteuer durch den Comic-Club-Hannover veröffentlicht.
Zeichner der ursprünglichen Serie waren Basil Blackaller und Tony Speer, Texter war Conrad Frost. Der Zeichner der vom Comic-Club-Hannover hinzugefügten Ausgaben 19–25 ist nicht bekannt, die Aufmachung und der Zeichenstil entsprechen den vorherigen Ausgaben.
Die Reihe erschien auch in Frankreich in der Serie Aventures Fiction von Arédit/Artima und in Portugal in der Serie Espaco von Agência Portuguesa de Revistas.

## Inhalt
AS 1 ist ein amerikanischer Astronaut, der im Auftrag der Menschheit Einsätze im Weltraum ausführt.

## Ausgaben
1. Der unheimliche Planet
2. Zegs Welt
3. Verrat im Weltraum
4. Schachzug gegen den Tod
5. An der Katastrophe vorbei
6. Vereidigt auf den Tod
7. Feuertaufe
8. Mondwahnsinn
9. Die tote Welt
10. Gefahr für die Erde
11. Rettung vorm Untergang
12. AS 1 jagt fliegende Untertassen
13. Langhälse vom Arcturus
14. Sensation auf HXT 683
15. Des Rätsels Lösung
16. Schneller als das Licht
17. Vorstoß ins All
18. Als Spion verhaftet (erschien ursprünglich nicht mehr, da die Serie abgebrochen wurde)
19. Zum Tode verurteilt!
20. Gefährliche Mission
21. …das Versprechen gebrochen?
22. Der Tod ist an Bord!
23. Die Welt ist in Gefahr
24. Rückkehr nach Proxima Centauri
25. Das seltsame Raumschiff